# دیمین مولن
دیمین مولن (انگلیسی: Damien Moulin؛ زادهٔ ۳ ژانویهٔ ۱۹۸۷) بازیکن فوتبال اهل فرانسه است.
از باشگاه‌هایی که در آن بازی کرده‌است می‌توان به باشگاه فوتبال سن-اتین اشاره کرد.